# Nerik

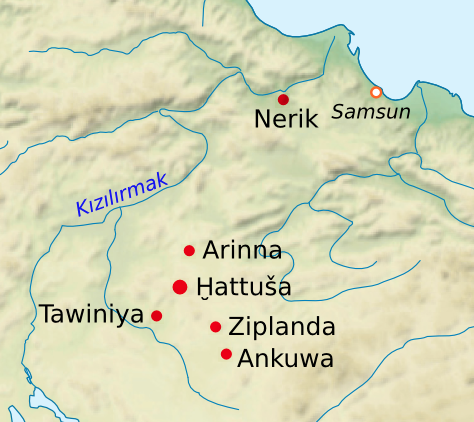
Localisation probable de Nerik à l'âge du bronze (nord de l’Anatolie)

Nerik est une cité hittite de l'âge du bronze, au nord de Hattusa, dont le site n'a pas été localisé avec certitude, mais se trouve peut-être à l'emplacement du site archéologique d'Oymaağaç Höyük (à côté de la ville de Vezirköprü). Il s'agit d'un grand centre religieux de l'Anatolie du IIe millénaire av. J.-C..
Nerik est localisée dans une zone de tensions, puisqu'elle se situe juste à la frontière séparant le royaume hittite du domaine des tribus Gasgas, ses ennemis traditionnels. La cité subit donc les aléas des relations orageuses entre les deux entités politiques. Elle est prise par les Gasgas sous le règne de Hantili II, au milieu du XVe siècle av. J.-C. Le culte de son dieu de l'Orage semble alors replié dans la ville d'Hakpis. Même si Mursili II semble y avoir accompli un pèlerinage, la cité ne semble revenir dans le royaume hittite que sous l'action du futur Hattusili III, qui s'est illustré pendant ses jeunes années en la reprenant aux Gasgas. Il reconstruit par la suite la ville et devient le grand prêtre de son grand dieu.
Cette cité est souvent mentionnée dans les textes hittites comme un centre religieux important, dont la divinité tutélaire est le dieu de l'Orage de Nerik, une des plus importantes divinités anatoliennes. Il est considéré comme le fils de la Déesse-soleil d'Arinna et du Dieu de l'Orage du Hatti, le couple principal du panthéon hittite. Nerik est un lieu de cérémonies au cours de certaines fêtes religieuses. La grande fête hittite du Nouvel An (purulli), qui se déroule au début du printemps et dure près d'un mois, s'y termine, après avoir débuté à Hattusa et visité les autres cités ayant un dieu de l'Orage comme divinité tutélaire.